# Drosophila americana
Drosophila americana este o specie de muște din genul Drosophila, familia Drosophilidae, descrisă de Spencer în anul 1938. Conform Catalogue of Life specia Drosophila americana nu are subspecii cunoscute.